# Aubepierre-Ozouer-le-Repos
Aubepierre-Ozouer-le-Repos ist eine französische Gemeinde mit 965 Einwohnern (Stand 1. Januar 2022) im Département Seine-et-Marne in der Region Île-de-France. Die Gemeinde Aubepierre-Ozouer-le-Repos entstand durch die Vereinigung der zuvor selbständigen Orte Aubepierre und Ozouer-le-Repos im Jahr 1972.

## Sehenswürdigkeiten
Siehe auch: Liste der Monuments historiques in Aubepierre-Ozouer-le-Repos
- Kirche Saint-Aubin in Ozouer-le-Repos, erbaut ab dem 11. Jahrhundert (Monument historique)
- Kirche Saint-Christophe in Aubepierre, erbaut im 12. Jahrhundert (Monument historique)
- Schloss Bisseaux, erbaut im 17. Jahrhundert

## Weblinks

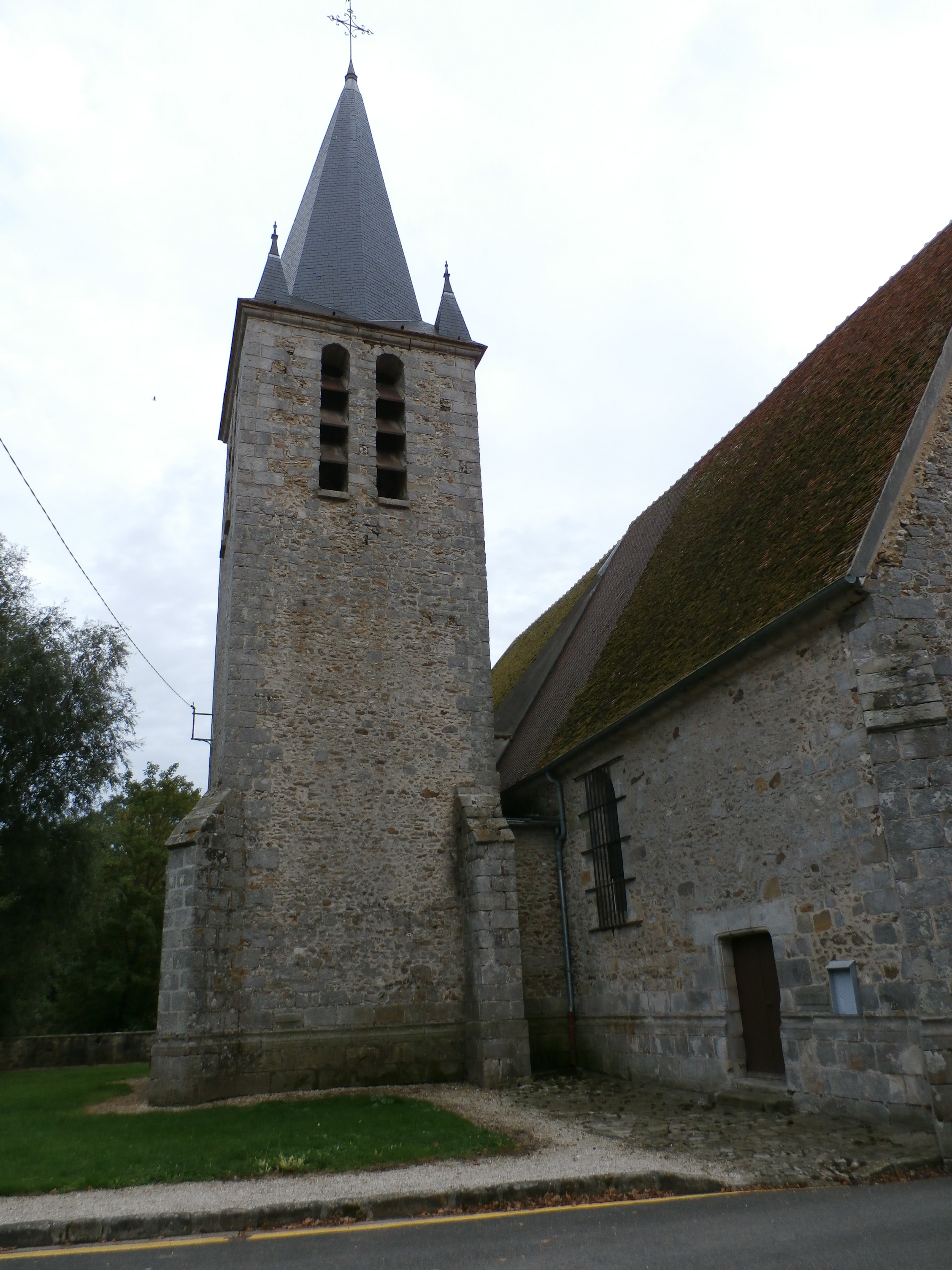
Kirche Saint-Aubin